# Storia di una capinera
«Per diventare qualcosa bisogna vivere in mezzo a questo movimento incessante, farsi riconoscere, conoscere, respirarne l'aria»

(Giovanni Verga, Lettera al fratello Mario, maggio 1869)
Storia di una capinera è un romanzo epistolare di Giovanni Verga.
Fu scritto tra il giugno e il luglio 1869, durante il soggiorno dello scrittore a Firenze. Il 25 novembre 1869, tornato temporaneamente a Catania, Verga spedì il romanzo a Francesco Dall'Ongaro, il quale ne rimase soddisfatto al punto da riuscire a farlo pubblicare dall'editore Lampugnani nella sua sede di Milano.
Al 1871 risale, perciò, la prima pubblicazione ufficiale del romanzo, apparso dapprima all'interno della rivista di moda La ricamatrice e poi in volume. In realtà, però, il romanzo era stato già pubblicato nel 1870 a puntate su un'altra rivista del Lampugnani, ovvero il Corriere delle dame (anno LXVIII, dal numero 20 del 16 maggio 1870 al numero 34 del 22 agosto 1870), semplicemente con il titolo La capinera.
La prima edizione del volume conteneva come prefazione la lettera con cui Dall'Ongaro aveva accompagnato l'invio dell'opera alla scrittrice Caterina Percoto, anche lei ferma sostenitrice del romanzo.
Il romanzo è in parte autobiografico: prende spunto, infatti, da una vicenda vissuta in prima persona da Giovanni Verga in età giovanile. L'episodio risale all'estate 1854-1855 quando, in seguito all'epidemia di colera che si era scatenata su Catania, la famiglia Verga si rifugia a Tebidi, una località di Vizzini. Verga, all'epoca quindicenne, si innamora di Rosalia, giovane educanda del monastero di San Sebastiano (Vizzini), dove è monaca anche sua zia.
Secondo un'indagine svolta agli inizi del XX secolo dalla Società Bibliografica italiana, Storia di una capinera ebbe un tale successo di pubblico da vendere circa ventimila copie in poco più di vent'anni.

## Trama
(Giovanni Verga, Storia di una capinera: epistola di Maria del 2 novembre 1854)

### Il colera e la permanenza a Monte Ilice
Maria, la protagonista del romanzo, è una diciannovenne rimasta orfana di madre in tenera età e rinchiusa all'età di sette anni in un convento di Catania, costretta a diventare monaca di clausura per motivi di indigenza economica famigliare (il padre è un «modestissimo impiegato»). A causa dell'epidemia di colera che nel 1854 colpì la città siciliana Maria ha l'occasione di trasferirsi nella casetta del padre a Monte Ilice e vivere così con la famiglia per il periodo dal 3 settembre 1854 al 7 gennaio 1855. Della famiglia fanno parte il padre, la matrigna (Maria, in una delle prime lettere, parla della difficoltà che a volte incontra nel chiamarla madre), la sorellastra Giuditta e il fratellastro Gigi. A Monte Ilice Maria incomincia un lungo scambio epistolare con Marianna, anche lei educanda del convento, nonché sua migliore amica e confidente, come lei tornata a casa dai genitori (a Mascalucia) a causa del colera.
Il primo periodo viene vissuto da Maria con grande spensieratezza e gaiezza. Monte Ilice rappresenta tutto l'opposto dell'ambiente claustrale da lei conosciuto: al grigiore dei «muri anneriti», di spazi angusti e severe regole di condotta, si oppone «una bella casetta posta sul pendìo della collina» dove «per andare all'abitazione più vicina bisogna correre per le vigne, saltar fossati, scavalcar muricciuoli». Allo straordinario senso di libertà, fino ad allora sconosciuto, si aggiunge poi la felicità di vivere in mezzo a quell'amore che solo una famiglia può dare (anche se il suo bisogno di essere amata le fa scambiare per sincero affetto sia l'atteggiamento severo della matrigna - che la tratta non al pari dei suoi figli naturali, ma piuttosto come un'ospite sgradita - che quello freddo e distaccato della sorellastra Giuditta). In quest'atmosfera solare la sola ombra che offusca il cuore di Maria è il pensiero di dover tornare alla vita di clausura, ora che sa cosa offre il mondo esterno: «vorrei esser soltanto come tutti gli altri, nulla di più, e godere codeste benedizioni che il Signore ha date a tutti: l'aria, la luce, la libertà!». Invidia, perciò, l'amica Marianna per la sua decisione di non fare più rientro in convento. 
A poca distanza dalla casa di Maria, in fondo alla valle, abita la famiglia Valentini (anche loro trasferitisi a Monte Ilice per sfuggire al colera), molto amici della sua famiglia e con i quali trascorrono parecchio tempo. Maria diventa così amica intima di Annetta, figlia dei Valentini e sua coetanea. Conosce anche il figlio maggiore, Antonio, che tutti chiamano Nino. Nei giorni trascorsi insieme, nelle feste famigliari, nei balli e nelle trafelate corse che coinvolgono i figli delle due rispettive famiglie, Maria e Nino hanno l'occasione di avvicinarsi, insinuando via via nel cuore della giovane educanda un sentimento del tutto nuovo per lei: l'amore. Essendone completamente estranea, Maria scambia il sentimento per una strana e pesante malinconia, che non sa spiegarsi e che adduce ad una probabile malattia. Grazie all'esame introspettivo a cui la spinge la corrispondente Marianna, Maria riesce finalmente a svelare la natura del proprio malessere, ma questo la spaventa ancor di più, poiché il suo destino era quello di diventare suora e di amare solo Dio. La situazione peggiora quando Nino le fa capire di ricambiare gli stessi sentimenti d'amore e la invita a lasciare il convento.
Esaltata e allo stesso tempo stordita dalla rivelazione, Maria cade in un nuovo stato depressivo. La matrigna, intuendo la natura di quel malessere, inizia a temere in una sua rinuncia al ritorno in convento al termine dell'epidemia; decide così di parlarle con franchezza, ribadendole la necessità di diventare suora e proibendole qualunque contatto con persone estranee alla famiglia, compresi i signori Valentini e, soprattutto, Nino. Il profondo stato depressivo in cui cade l'educanda diventa una vera e propria malattia delirante che fa temere la famiglia addirittura per la sua vita.
Cessato l'allarme dell'epidemia la famiglia Valentini decide di fare ritorno a Catania. La notte precedente la partenza, Nino si presenta alla finestra di Maria per salutarla, ma la giovane, ancora in convalescenza e fortemente a disagio, cade in preda di un pesante attacco di tosse che le fa perdere i sensi. L'indomani mattina troverà sul davanzale una rosa lasciata da Nino durante la fugace visita e che la pioggia notturna aveva infradiciato.

### Il ritorno in convento
Dopo una settimana dalla partenza dei Valentini, l'8 gennaio 1855 anche la famiglia di Maria fa ritorno a Catania. La giovane educanda, non ancora del tutto guarita, acconsente al rientro con la morte nel cuore, sia perché lascia - e per sempre - un luogo a lei divenuto molto caro, sia perché tornare a Catania significava tornare alla vita di clausura. Dalle anguste mura del convento, seppur con minor frequenza rispetto a prima, Maria continua a scrivere all'amica Marianna, ora suo unico conforto. Le lettere vengono consegnate a suor Filomena, suora laica molto legata a Maria e per la quale si incarica di recapitare la corrispondenza.
L'isolamento del luogo conventuale, invece di darle serenità, non fa che acuire la sofferenza interiore e quindi il suo già cagionevole stato di salute, tanto da costringerla a passare buona parte dell'anno in infermeria, a causa di ripetuti attacchi di febbre. Il corpo soffre, perché la mente ritorna sempre al breve periodo di gioia vissuto a Monte Ilice e, ancor più, a Nino. Questi pensieri del tutto inopportuni per una suora le straziano l'anima e allora si confessa, prega intensamente e si punisce digiunando e mortificando la propria carne per giungere ad uno sfinimento del corpo e dello spirito. Gli esercizi spirituali si intensificano ancor più quando riceve la terribile notizia del matrimonio tra Nino e la sorellastra Giuditta. 
Il 6 aprile 1856 Maria prende finalmente i voti. Alla cerimonia (che lei paragona ad un funerale) assistono tutti i suoi famigliari, compreso un pallido Nino che la guarda «cogli occhi spalancati». L'essere diventata suora a tutti gli effetti non produce alcun balsamo alle sue sofferenze: anzi, più cerca di reprimere i suoi sentimenti, più questi la tormentano, accrescendo il suo senso di colpa e di dannazione eterna, combattuta tra l'amore per il suo peccato e i suoi doveri di suora. Teme di impazzire e racconta a Marianna della presenza in convento di una suora pazza, suor Agata, che da quindici anni è rinchiusa nella «cella dei matti». Racconta anche di una macabra tradizione del convento, secondo la quale la cella dei matti non deve mai rimanere vuota. Maria è atterrita al pensiero di poter essere lei la prossima, poiché sente che sta perdendo la ragione e, del resto, i momenti di delirio febbrile vissuti sono oramai molto più frequenti dei momenti di apparente quiete interiore. 
Una mattina sale sul belvedere del convento e scopre che da lì può vedere la casa di Nino e Giuditta: da una finestra arriva perfino a distinguere nitidamente i due sposi. Da allora, ogni giorno e ogni notte si reca sul belvedere per scorgere Nino, magari «per vederlo un solo istante passare da una stanza all'altra e nulla più!». Saperlo a pochi passi dal convento esacerba tutti i suoi supplizi interiori, facendola impazzire. Il bisogno di vedere Nino le fa tentare di fuggire dal convento, ma viene trattenuta dalle converse e, mentre lei si dibatte violentemente, viene trascinata all'interno della cella di suor Agata, la suora pazza, ma a quel punto Maria sviene. Viene portata quindi in infermeria dove, dopo tre giorni, muore.
Il libro si chiude con la lettera che suor Filomena, la suora laica, scrive a Marianna e con la quale le fa pervenire (dietro espresso desiderio di Maria) gli effetti personali della defunta trovati sul suo letto di morte: un crocefisso d'argento, alcuni fogli manoscritti (le ultime lettere senza data che Maria scrisse in pieno delirio), una ciocca di capelli e alcuni petali di rosa, di quella stessa rosa che Nino le aveva appoggiato sul davanzale la notte prima della partenza da Monte Ilice, e che furono trovate sopra le labbra senza vita di Maria.

## Il significato del titolo
Verga introduce il romanzo spiegando il motivo che lo ha portato ad intitolarlo proprio Storia di una capinera: 
(Estratto dal romanzo Storia di una capinera di Giovanni Verga)

## Distribuzione
Il romanzo è stato tradotto anche all'estero, e più precisamente in:
- Inghilterra, dove apparve nel 1888 nella rivista anglosassone Italia: A Monthly Magazine col titolo The Story of a Capinera.[7]
- Francia, edito nel 1895 dall'editore parigino Fischbacher con il titolo Une fauvette à la tête noire.
- Ungheria, col titolo Egy apàcza története (1891).
- Austria, dove nel 1900 venne edito a Vienna col titolo Geschichte eines Schwarzplättchens.

## Adattamenti cinematografici
- La storia di una capinera, regia di Giuseppe Sterni (1917).
- La storia di una capinera, regia di Gennaro Righelli (1943).
- Storia di una capinera, regia di Franco Zeffirelli (1993).

## Edizioni
- Giovanni Verga, Storia di una capinera, Roma, Newton Compton Editori, 1993, ISBN 88-7983-128-3.
- Giovanni Verga, Una peccatrice / Storia di una capinera / Eva / Tigre reale, Torriana, Orsa Maggiore Editrice, 1988, ISBN 88-239-0018-2.
- Giovanni Verga, Storia di una capinera, Milano, Giangiacomo Feltrinelli Editore, 2001, ISBN 978-88-07-82240-7.
- Giovanni Verga, Storia di una capinera, ebook, Infilaindiana Edizioni, 2013.
- Giovanni Verga, Storia di una capinera, Crescere Edizioni, 2013, ISBN 9-788883-372346.
- Giovanni Verga, Storia di una capinera, Bedizzole, Eliosfera Editrice, 2015, ISBN 978-88-99387-07-5.